# Hermann Graf

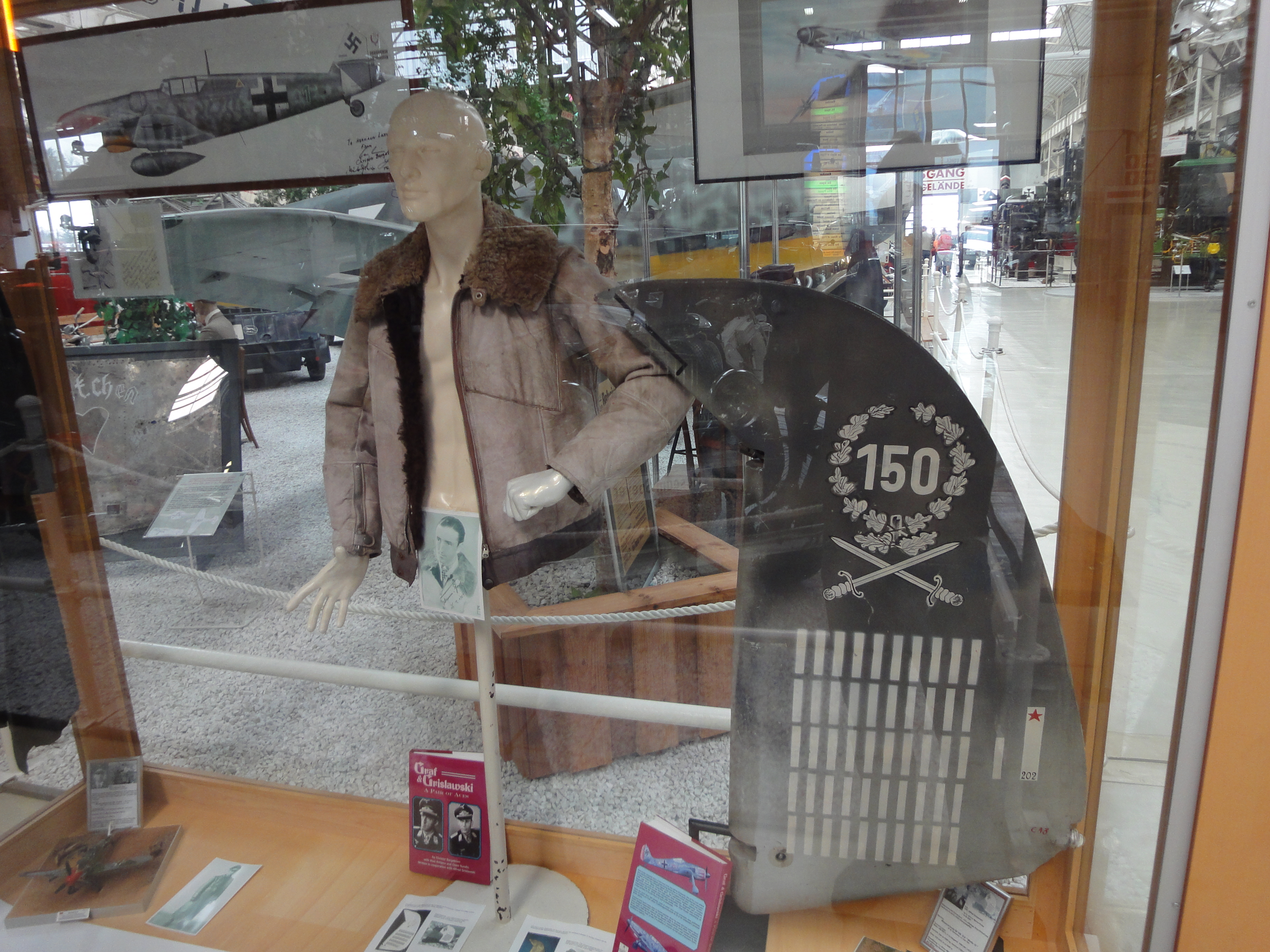
De lederen vliegeniersjas en het staartroer van Hermann Graf

Herman Graf (Engen, 12 oktober 1912 - Rastatt, 4 november 1988) was een Duits gevechtspiloot, die tijdens de Tweede Wereldoorlog 212 vliegtuigen neerhaalde. Hiermee staat hij op plaats negen van de lijst van meest succesvolle piloten van de Luftwaffe in de Tweede Wereldoorlog.
Graf vloog vanaf 1941 met zijn Messerschmitt Bf 109 verkenningsvluchten boven de Sovjet-Unie. Met een fotocamera registreerde hij de troepenbewegingen van de Russen. Graf schoot hierbij diverse Russische vliegtuigen neer. Later escorteerde hij bommenwerpers boven Rusland. 
Tijdens een van deze vluchten werd in 1944 zijn toestel geraakt door Russische kogels. Een kogel drong door tot in de cockpit en trof Graf in de rug. Graf vocht echter door en schoot nog twee Russische toestellen neer. Hij wist het vliegveld te bereiken en zette zijn toestel aan de grond. 
In 1945 wist hij het westelijk front te bereiken en zich aan de Amerikanen over te geven, maar ze droegen hem alsnog over aan de Sovjet-Unie. In 1949 kwam hij vrij na een relatief korte detentie, mogelijk omdat hij zich in het openbaar had gedistantieerd van het naziregime en zijn misdaden.

## Militaire loopbaan
- Unteroffizier: mei 1939[3]
- Feldwebel der Reserve: september 1939[3]
- Leutnant der Reserve: december 1941[3]
- Oberleutnant der Reserve: mei 1942[3]
- Hauptmann der Reserve: september 1942[3]
- Major der Reserve: oktober 1942[3]
- Major: oktober 1942[3]
- Oberstleutnant: september 1944[3]
- Oberst: januari 1945[3]

## Decoraties
- Ridderkruis van het IJzeren Kruis op 24 januari 1942 als Leutnant der Reserve en pilot in het 9./JG 52[4][5][6]
- Ridderkruis van het IJzeren Kruis met Eikenloof (nr.93) op 17 mei 1942 als Leutnant der Reserve en Staffelführer van het 9./JG 52[4][7][8]
- Ridderkruis van het IJzeren Kruis met Eikenloof en Zwaarden (nr.11) op 19 mei 1942 als Leutnant der Reserve en Staffelkapitän van het 9./JG 52[9][10][11]
- Ridderkruis van het IJzeren Kruis met Eikenloof, Zwaarden en Briljanten (nr.5) op 16 september 1942 als Oberleutnant der Reserve en Staffelkapitän van het 9./JG 52[4][12][13]
- IJzeren Kruis 1939, 1e Klasse (31 augustus 1941)[14]- 10 oktober 1941[3][15] en 2e Klasse (9 augustus 1941)[14]- 22 augustus 1941[3][16]
- Gewondeninsigne 1939 in zilver[3] en zwart (?)
- Ehrenpokal für besondere Leistung im Luftkrieg[14]- 15 december 1941[3][17]
- Gezamenlijke Piloot-Observatiebadge in Goud met Diamanten
- Roemeens Piloten insigne
- Ridder in de Orde van de Kroon van Roemenië op 23 mei 1941[14]
- Gesp voor Gevechtsvluchten aan het Front in goud met getal "800"[3]
- Gesp voor Gevechtsvluchten aan het Front voor jachtvliegers in goud - 110 gevlogen missies op 10 november 1941[14]
- Gesp voor Gevechtsvluchten aan het Front voor jachtvliegers in zilver - 60 gevlogen missies op 25 augustus 1941[14]
- Gesp voor Gevechtsvluchten aan het Front voor jachtvliegers in brons - 20 gevlogen missies op 15 mei 1941[14]
- Duitse Kruis in goud in april 1942[18]- 9 september 1942[3][19]
- Medaille Winterschlacht im Osten 1941/42[3]
- Krimschild[3]
- Hij werd vijf maal genoemd in het Wehrmachtsbericht. Dat gebeurde op:

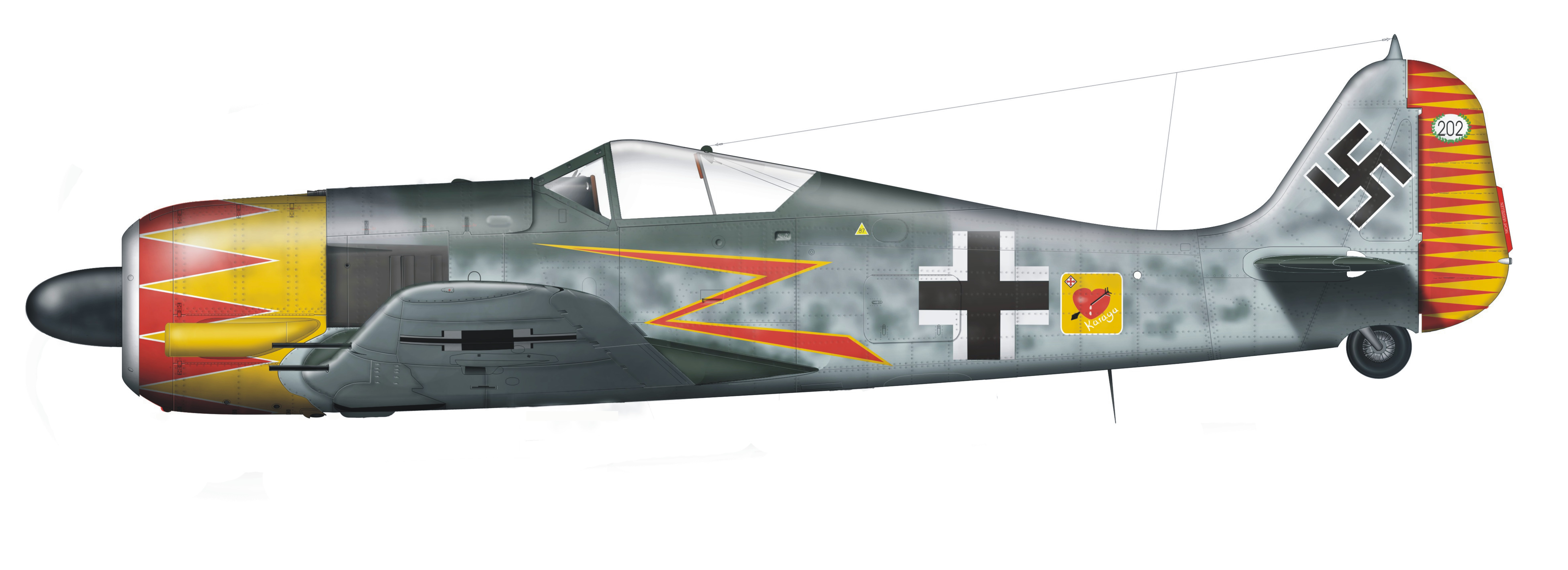
Focke Wulf Fw 190 A5/U7 met externe kanalen die gevlogen werd door Major Hermann Graf in Jagdergänzungsgruppe Süd, Zuid-Frankrijk 1943

- 3 mei 1942[3]
- 15 mei 1942[3]
- 5 september 1942[3]
- 22 september 1942[3]
- 27 september 1942[3]
- 212 luchtoverwinningen[20]

- Bibliothèque nationale de France: cb16587092p (data)
- Gemeinsame Normdatei: 118820044
- International Standard Name Identifier: 0000 0001 2068 1358
- Virtual International Authority File: 171692191
- WorldCat: E39PBJtxjcwg33j7M7xb8QPqQq